# Perdasdefogu
Perdasdefogu (Foghesu) is een gemeente in de Italiaanse provincie Ogliastra (regio Sardinië) en telt 1765 inwoners (februari 2022). De oppervlakte bedraagt 77,73 km², de bevolkingsdichtheid is 22,7 inwoners per km².

## Geografie
De gemeente ligt op ongeveer 600 meter boven zeeniveau.
Perdasdefogu (Foghesu) grenst aan de volgende gemeenten: Ballao (CA), Escalaplano (CA), Seui, Ulassai, Villaputzu (CA).

## Bevolking
In februari 2022 telde Perdasdefogu 1765 inwoners. Er wonen 10 mensen in de leeftijd van 100 jaar.
Arzana · Bari Sardo · Baunei · Cardedu · Elini · Gairo · Girasole · Ilbono · Jerzu · Lanusei · Loceri · Lotzorai · Osini · Perdasdefogu · Seui · Talana · Tertenia · Tortolì · Triei · Ulassai · Urzulei · Ussassai · Villagrande Strisaili